# Círculo Cubano de Tampa
El Círculo Cubano de Tampa es un edificio histórico y antiguo centro social cubano en el barrio de Ybor City en la ciudad de Tampa, Florida, Estados Unidos. El centro se inauguró en 1918 para servir a la comunidad cubana de la ciudad y fue un centro social importante para la comunidad cubana durante muchas décadas. El edificio, ubicado en la avenida de la República de Cuba y de diseño neoclásico, fue diseñado por el arquitecto local M. Leo Elliott.

## Arquitectura
El edificio tiene un teatro y en un momento también tenía un espacio de bowling, un balneario, una farmacia, salón de baile, biblioteca, y cantina. El interior del edificio está decorado con azulejos importados, vitrales, y murales esgrafiados. Estos detalles perduran en la actualidad y continúan el legado cultural del Círculo Cubano como sociedad benéfica.

## Historia
En 1893, el revolucionario cubano, escritor y poeta José Martí visitó el edificio para buscar apoyo a su partido, el Partido Revolucionario Cubano, y a su movimiento independentista en Cuba.
El 15 de noviembre de 1972 el edificio fue añadido al Registro Nacional de Lugares Históricos de los Estados Unidos. El 18 de abril de 2012 el edificio fue nombrado por el American Institute of Architects (AIA) en su lista Arquitectura de la Florida: 100 Años, 100 Lugares.

## Galería

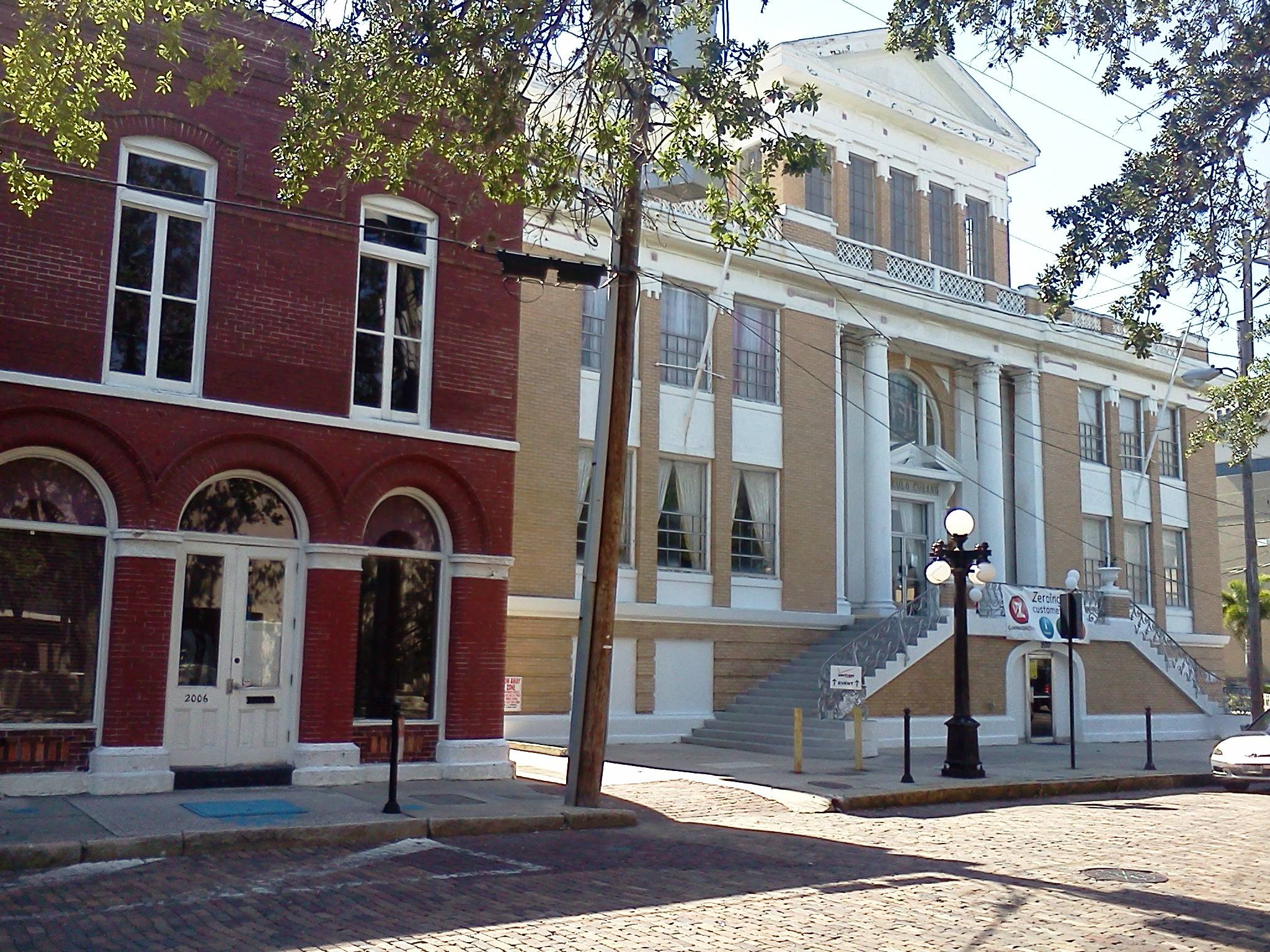
Vista del Círculo Cubano de Tampa.
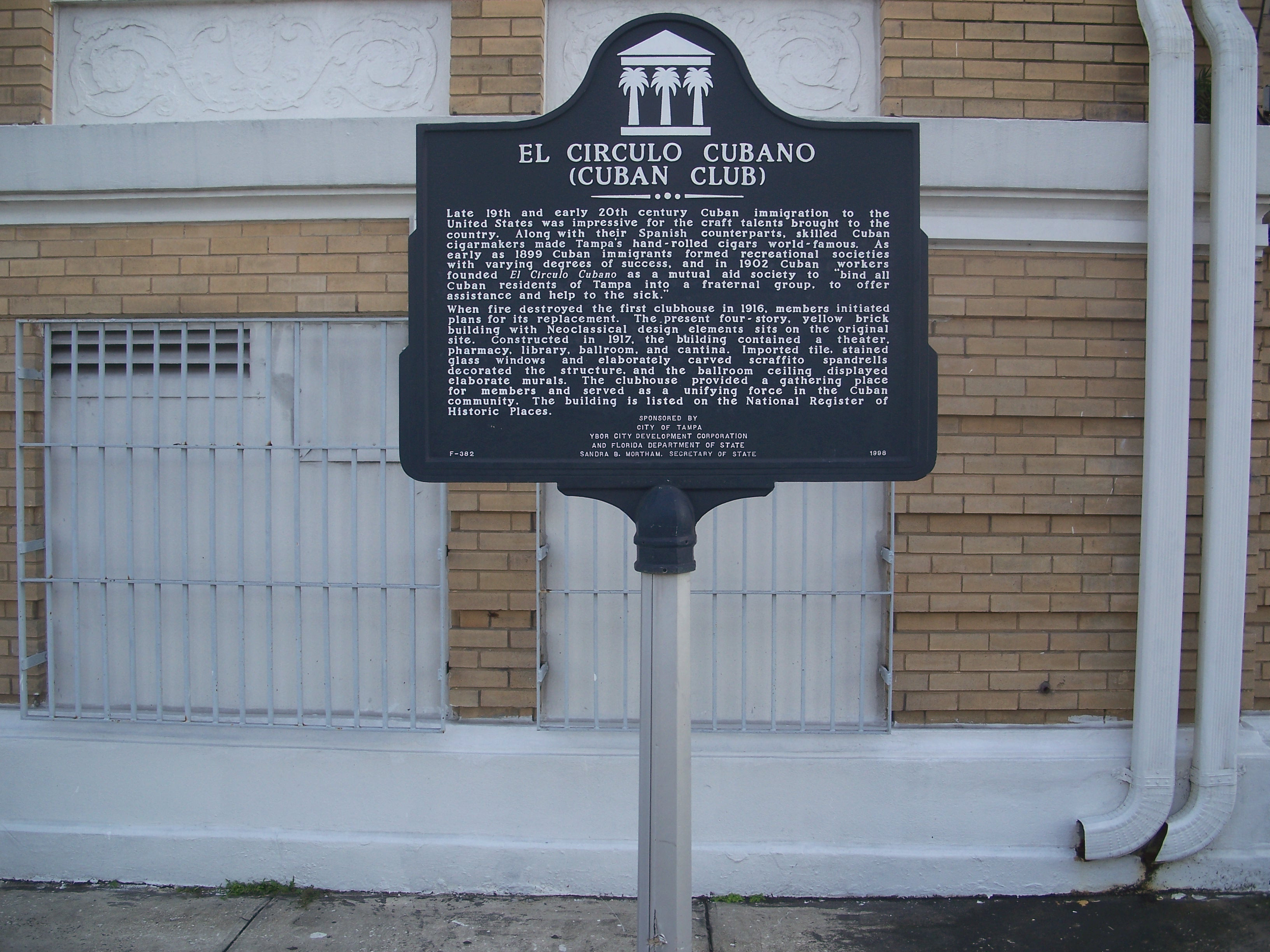
Cartel informativo sobre la historia del Círculo Cubano.
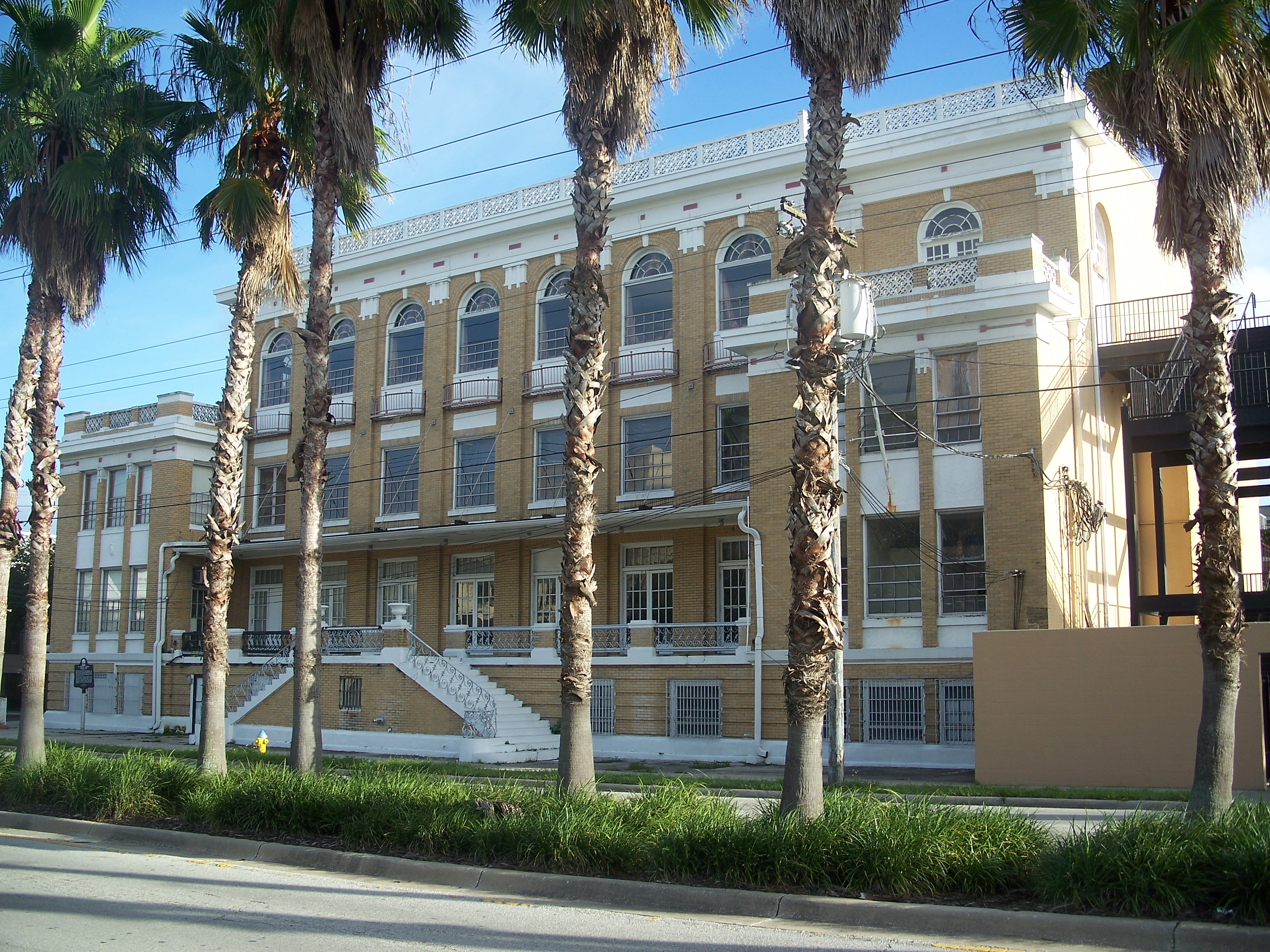
Vista del Círculo Cubano de Tampa.